# Saint-Michel-Chef-Chef

Localització de Saint-Michel-Chef-Chef

Saint-Michel-Chef-Chef (en bretó Sant-Mikael-Keveger) és un municipi francès, situat a la regió de país del Loira, al departament de Loira Atlàntic, que històricament va formar part de la Bretanya. L'any 2006 tenia 4.103 habitants. Limita amb La Plaine-sur-Mer al sud, Pornic a l'est, Saint-Père-en-Retz al nord-est i Saint-Brévin-les-Pins al nord.

## Demografia
| 1962                                       | 1968  | 1975  | 1982  | 1990  | 1999  |
| ------------------------------------------ | ----- | ----- | ----- | ----- | ----- |
| 2.106                                      | 2.242 | 2.447 | 2.517 | 2.663 | 3.177 |
| Des de 1962: població sense dobles comptes |       |       |       |       |       |

## Administració
| Període   | Identitat       | Partit |
| --------- | --------------- | ------ |
| 1971-1983 | Paul Casavielle |        |
| 1983-1995 | Michel Ferré    |        |
| 1995-2008 | Patrick Girard  |        |
| 2008-     | Alain Guillon   |        |